# Hélie de Talleyrand-Périgord
Hélie de Talleyrand-Périgord (1301-1364) fue un cardenal francés, de una familia aristocrática de Périgueux, en el suroeste de Francia. Era hijo de Elías VII, conde de Périgueux.

## Biografía
Fue obispo de Limoges (1324), luego obispo de Auxerre (1329), y luego cardenal presbítero de S. Pietro in Vincoli (1331), cardenal obispo de Albano (1348) y decano del Colegio de Cardenales (1361). Fue una figura importante en el papado de Aviñón, y también un diplomático participante en las negociaciones de la Guerra de los Cien Años.
También fue un mecenas literario y promovió la escritura de los 1336 viajes de Guillermo de Bodensele. También mantuvo correspondencia con Petrarca.
A su muerte fue inmediatamente enterrado en la iglesia franciscana de Aviñón, luego, según sus deseos, trasladado en la Catedral de San Front en Périgueux, donde había construido una capilla.